# St. Olaf (Hamburg-Horn)

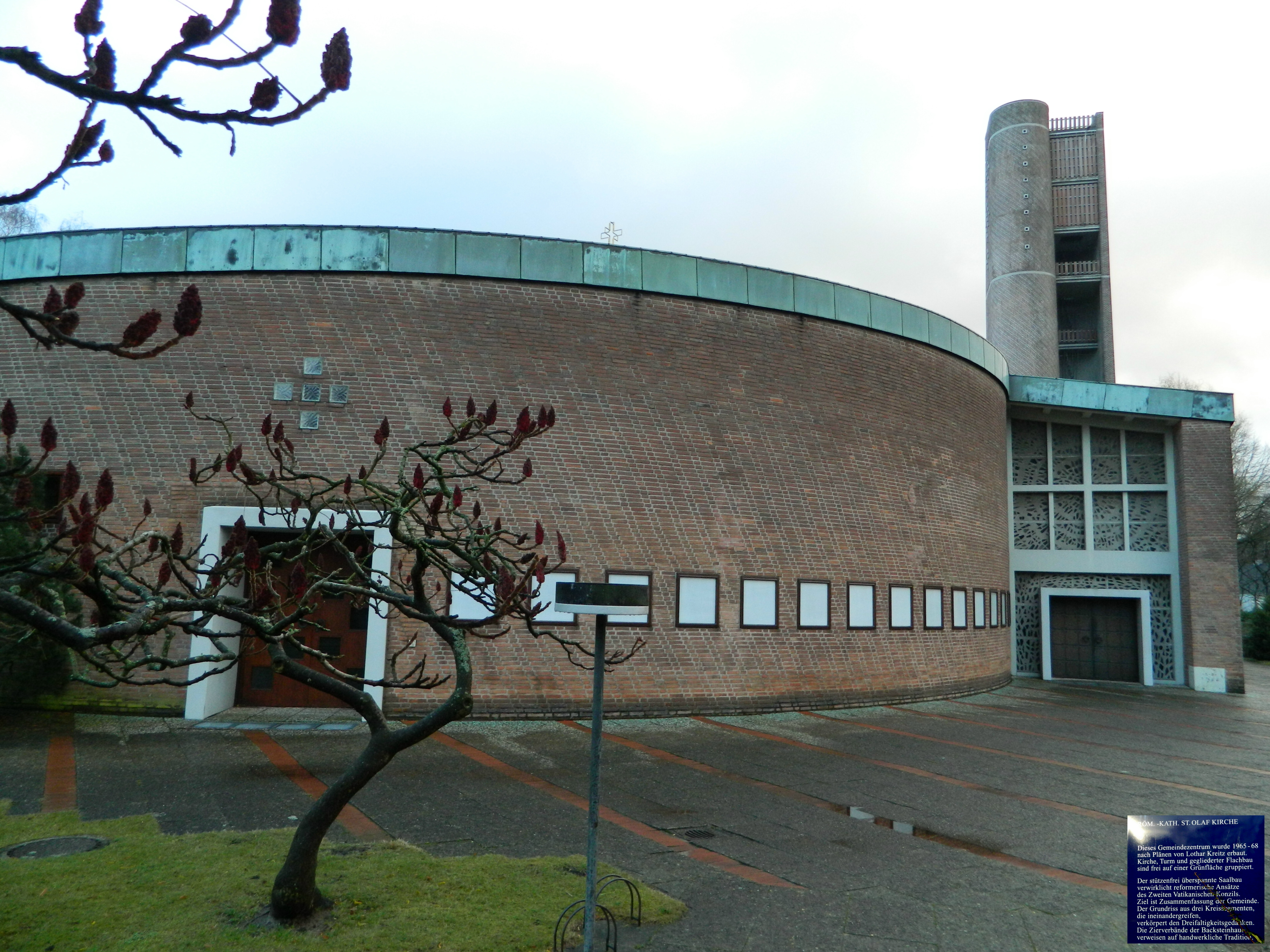
St. Olaf in Hamburg-Horn

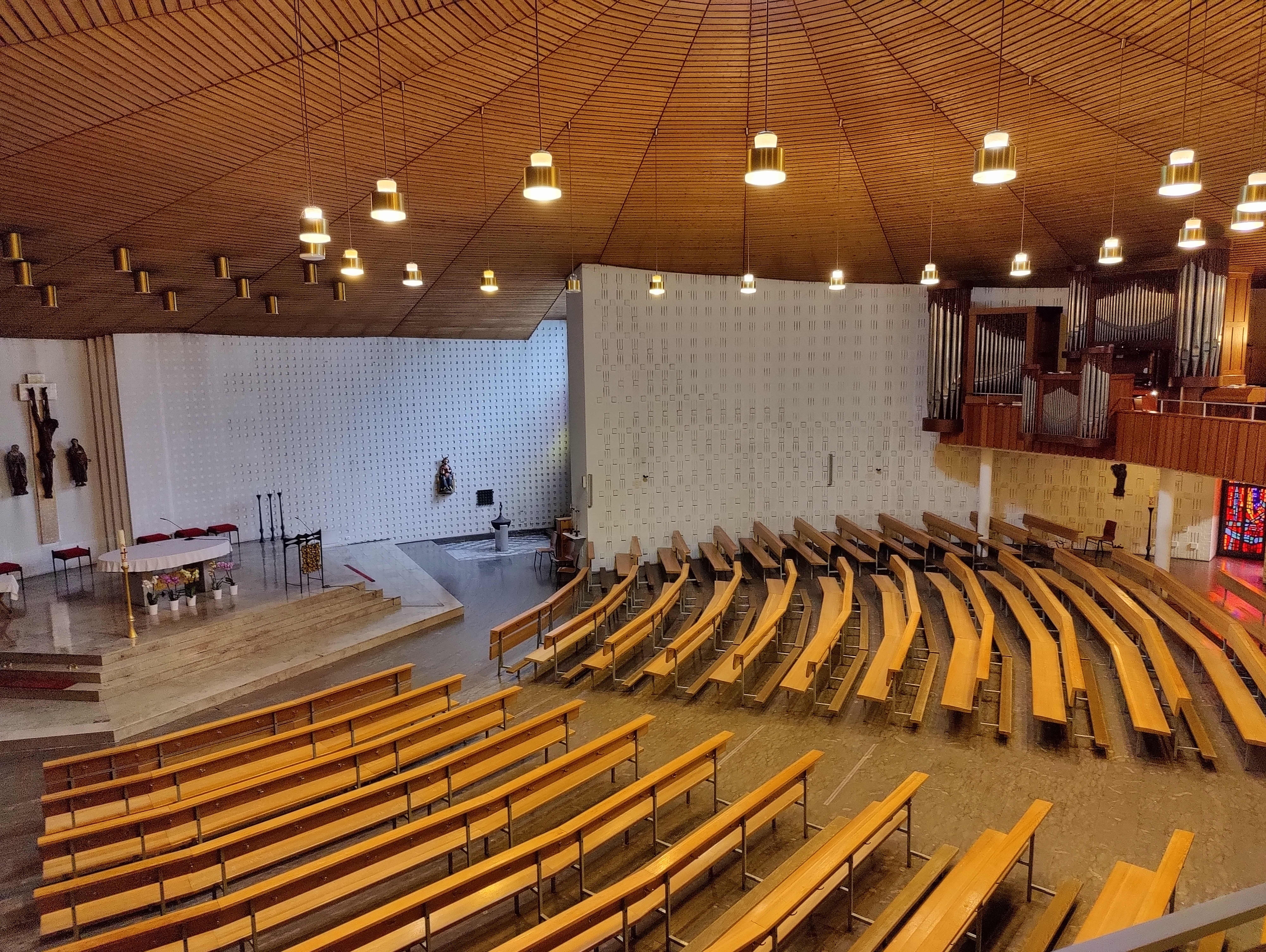
Innenraum (2022)

St. Olaf ist eine römisch-katholische Pfarrkirche im Hamburger Stadtteil Horn. Zum Patron wählte man den heiligen Olaf von Norwegen, weil zur Zeit des ersten Spatenstichs 1965 in Hamburg der Nordische Katholikentag stattfand und damit die Verbindung zu den norwegischen katholischen Gemeinden bekundet werden sollte. Die Kirche wurde am 24. September 1968 geweiht. Sie gehört zur Hamburger Pfarrei St. Franziskus im Erzbistum Hamburg.
Das Kirchengebäude aus Sicht-Ziegelmauerwerk mit einem Durchmesser von etwa 38 Metern wirkt wie eine Rundkirche; es besteht aber aus drei ineinander geschobenen Kreissegmenten, die den Dreifaltigkeitsgedanken verkörpern sollen. Die Kirche wurde nach den Plänen des Hamburger Architekten Lothar Kreitz errichtet.
Der Tischaltar besteht aus einer Marmormensa, die auf zwei Stipites ruht, die miteinander durch ein vergoldetes Bronzegitter verbunden sind. Die Gestaltung der Tabernakelsäule greift diese Materialien auf: Der Tabernakel aus vergoldeter Bronze ist in eine Marmorstele eingelassen. Der Ambo aus Bronze hat eine blattvergoldete Kassettenfront. Das Taufbecken ist halbkugelförmig und ruht auf einem Marmorsockel, der Deckel zeigt Petrus als Menschenfischer, ein Fischernetz einholend. Tabernakel, Ambo, Taufbecken sowie Altarleuchter, Apostelleuchter und das Gitter der Taufgerätenische fertigte der Goldschmied Claus Pohl 1968.
Der 33 Meter hohe freistehende Turm ist mit vier Bronzeglocken bestückt, die drei Jahre nach Fertigstellung der Kirche in den Turm kamen. Sie wurden 1971 gegossen von Karl Stumpf in der Karlsruher Glockengießerei und tragen die Namen der Heiligen Dreifaltigkeit (Trinitas), Maria, der Mutter Jesu, des heiligen Petrus und des heiligen Olaf.
|   | Name     | Ton | Inschrift                                                                       |
| - | -------- | --- | ------------------------------------------------------------------------------- |
| 1 | Trinitas | g1  | GEPRIESEN SEI DIE HEILIGSTE DREIFALTIGKEIT UND UNGETEILTE EINIGKEIT             |
| 2 | Maria    | h1  | HOCHPREIST MEINE SEELE DEN HERRN MEIN GEIST FROHLOCKT ÜBER GOTT, MEINEN HEILAND |
| 3 | Petrus   | d2  | DU BIST PETRUS, UND AUF DIESEM FELSEN WILL ICH MEINE KIRCHE BAUEN               |
| 4 | Olaf     | e2  | WANDELT WÜRDIG DES EVANGELIUMS CHRISTI                                          |

Am 30. April 1978 wurde die Pfeifenorgel der Orgelbaufirma Alfred Führer aus Wilhelmshaven geweiht. Sie hat 25 Register auf zwei Manualen und Pedal.